# Лепинський Павло Миколайович
Павло́ Микола́йович Лепи́нський — український спортсмен-гирьовик, майстер спорту України — 2012.

## Життєпис
2006 року закінчив Курахівську ЗОШ № 5, 2009-го — Курахівський професійний ліцей, слюсар з ремонту автомобілів.
Гирьовим спортом почав займатися 2007 року. З 2009 по 2011 рік пройшов неповний курс навчання в Донецькому політехнічному технікумі за спеціальністю «фізичне виховання». з 2011-го навчається в Донецькому технікумі Луганського НАУ, спеціальність «організація виробництва».
Входить до складу Національної збірної України з гирьового спорту від 2013 року.

## Досягнення
- 2011 — бронзовий призер чемпіонату України серед юніорів у двоборстві,
- 2013 — чемпіон України серед юніорів, бронзовий призер серед чоловіків у поштовху довгим циклом,
- 2013 — чемпіон світу серед юніорів, бронзовий призер чемпіонату світу серед чоловіків у поштовху довгим циклом.